# Chung kết Cúp bóng đá châu Đại Dương 1996
Chung kết Cúp bóng đá châu Đại Dương 1996 là trận đấu cuối cùng Cúp bóng đá châu Đại Dương 1996. Hai trận đấu được diễn ra vào ngày 27 tháng 10 ở Papeete và 1 tháng 11 ở Canberra. Úc thắng cả hai trận với tổng tỷ số 11–0 trước Tahiti. Úc giành vé tham dự Cúp Liên đoàn các châu lục 1997 với tư cách là đại diện duy nhất OFC.

## Trận đấu

### Lượt đi
| Tahiti | 0–6 | Úc                                                                       |
| ------ | --- | ------------------------------------------------------------------------ |
|        |     | Ernie Tapai 5' · Paul Trimboli 20' · Kris Trajanovski 25', 28', 44', 89' |

### Lượt về
| Úc                                                                             | 5–0 | Tahiti |
| ------------------------------------------------------------------------------ | --- | ------ |
| Robbie Hooker 11' · Kris Trajanovski 21', 36', 54' · Rupena Raumati 31' (l.n.) |     |        |